# Pandanus pseudosyncarpus
Pandanus pseudosyncarpus är en enhjärtbladig växtart som beskrevs av Ryozo Kanehira. Pandanus pseudosyncarpus ingår i släktet Pandanus och familjen Pandanaceae. Inga underarter finns listade.